# Au pair
Au pair é uma expressão da língua francesa que significa  "ao par" ou "igual" e tem sua origem na ideia de paridade econômica entre serviços trocados.
Em todo o mundo a expressão au pair é utilizada para designar o jovem estrangeiro participante de um programa de intercâmbio cultural, onde o intercambista ajuda os pais nos cuidados infantis em troca de uma bolsa de estudo, um quarto privativo, alimentação e um pagamento semanal que nos Estados Unidos é $195.75.
O Au Pair é um programa regularizado pelo governo americano e existem alguns países na Europa que também aceitam Au Pairs. Basicamente a Au Pair é responsável pelas tarefas relacionadas as crianças e deve trabalhar 45 horas por semana, deve preparar as refeições, ajudar na tarefa escolar, fazer a lavanderia das crianças e entreter as crianças com atividades. Para ser uma Au Pair nos Estados Unidos a candidata deve ter entre 18 e 26 anos, inglês intermediário, carteira de habilitação e no mínimo 300 horas de experiência em cuidados infantis. O Au Pair é um programa que vem crescendo muito nos últimos anos e abre muitas portas de grandes oportunidades para os jovens que estão dispostos a tentar algo novo no exterior.
No Brasil as agências que ajudam nesse intercâmbio para o Estados Unidos são: Agência Experimento. Agência STB. Agência Cultural Care, GX Intercâmbio, essas são as maiores e mais famosas, porém existem outras com todo o processo de seleção online.

## Programa de intercâmbio cultural
Uma Au pair (plural: au pairs) é uma ajudante vinda de um país estrangeiro e que trabalha e vive como se fosse parte da família hospedeira. O Au Pair como um programa de intercâmbio cultural para jovens, de ambos os sexos, tem duração média de 12 a 24 meses. Apesar do programa aceitar homens, a imensa maioria de participantes ainda são do sexo feminino.

### Como funciona
A au pair é recebida em um país de língua estrangeira por uma família com crianças, onde recebe moradia, uma bolsa de estudos (geralmente do idioma local). Tem como responsabilidade o cuidado com a(s) criança(s) da família anfitriã e ajuda com parte dos trabalhos domésticos da casa. É uma oportunidade para jovens que querem conhecer um novo país, aprender uma nova língua e garantir um trabalho remunerado neste processo.

### Tratamento
Uma au pair deve ser tratada como uma parte igual da família, não como um servo e não deve ser obrigada a usar uniforme. Não pode haver mal-entendidos em ambos os lados sobre o que isso significa. A prática usual é que a au pair faça suas refeições com a família na maior parte do tempo e participe das atividades habituais, como passeios e viagens. No entanto, a família anfitriã normalmente espera ter algum tempo para si mesma, privado, especialmente à noite. Durante esse tempo, a au pair pode retornar a seu quarto para assistir televisão ou estudar, ou sair com amigos. Existem limites quanto às horas trabalhadas, estabelecidos pelo governo de muitos países. À au pair é dado um subsídio mensal e todas as despesas são pagas pela família anfitriã.

### Responsabilidades
Au pairs devem cuidar das crianças e executar alguns serviços domésticos. Não são responsáveis por serviços que não estejam relacionados com as crianças ou com as áreas de convivência da casa. Os deveres de uma au pair geralmente incluem
- Acordar as crianças
- Levar e/ou pegar as crianças na escola
- Ajudar as crianças com o dever de casa
- Brincar com as crianças
- Levar as crianças para passear em parques, grupos de brincadeira ou outras atividades
- Preparar refeições para as crianças
- Lavar as roupas das crianças
- Arrumar as camas das crianças
- Limpar o banheiro das crianças
- Fazer pequenas compras

## Tipos
Há basicamente dois tipos de programas de au pair: os oficiais e reconhecidos pelos governos internacionais ou aqueles do tipo bolsa de emprego, em que famílias interessadas e os(as) candidatos(as) entram em contato sem intermediários oficiais.
Os Estados Unidos são o destino mais procurado para este tipo de intercâmbio.